# Тереза Логар
Тереза Логар (англ. Theresa Logar; нар. 10 березня 1985) — колишня американська тенісистка.
Найвищу одиночну позицію світового рейтингу — 529 місце досягла 20 жовтня 2008, парну — 999 місце — 22 вересня 2008 року.

## Фінали ITF

### Одиночний розряд: 2 (0–2)
| Результат | Ранг | Дата     | Турнір         | Покриття | Суперниця     | Рахунок       |
| --------- | ---- | -------- | -------------- | -------- | ------------- | ------------- |
| Поразка   | 1.   | Тра 2008 | ITF Самтер     | Тверде   | Меллорі Сесіл | 6–3, 6–7, 4–6 |
| Поразка   | 2.   | Чер 2008 | ITF Гілтон-Гед | Тверде   | Меллорі Сесіл | 2–6, 6–3, 2–6 |